# Нордгрен, Эрик
Герман Эрик Нордгрен (в русских переводах иногда ошибочно: Нурдгрен; швед. Herman Erik Nordgren; 13 февраля 1913, Сиречёпинге, лен Мальмёхус — 6 марта 1992, Вестерханинге, лен Стокгольм) — шведский композитор, автор музыки к 18 фильмам И. Бергмана.
Родился в 1913 году в деревне Сиречёпинге поблизости от Мальмё. Проведя детство в деревне, будущий композитор переехал в Стокгольм, где в 1941 году (в 28 лет) окончил Музыкальную академию. Первоначально он планировал стать музыкантом-альтистом, однако, в дальнейшем принял решение стать композитором.
С 1945 года писал музыку для кино. За 26 лет (1945—1971) Нордгрен написал музыку к 60 фильмам, среди которых были фильмы Ингмара Бергмана «Земляничная поляна», «Седьмая печать» и ещё 16 работ режиссёра. В 1953–1967 годах он был музыкальным руководителем крупнейшей шведской киностудии Svensk Filmindustri, а 1967–1977 годах — руководителем оркестра Шведского радио. За музыку к фильмам Нордгрен в 1957 году был удостоен награды Шведской киноассоциации.
Помимо этого, писал симфоническую музыку: три струнных квартета, камерную симфонию (1944), концерт для кларнета (1950), концерт для фагота (1960) и музыку для оркестра. Начиная с 1960-х годов увлёкся электронной музыкой, для записи которой основал собственный небольшой лейбл, однако эта сторона творчества композитора осталась сравнительно неизвестной широкой публике.
Композитор Нордгрен скончался в 1992 году в окрестностях Стокгольма.